# Phare de Split
Le phare de Split (en croate : Svjetionik Split) est un feu actif situé à l'avant du brise-lames du port de Split, dans le Comitat de Split-Dalmatie en Croatie. Le phare est exploité par la société d'État Plovput.

## Histoire
Le phare actuel se trouve en bout du brise-lames sud du port de Split reconstruit en 1999.

## Description
Le phare est une tour octogonale en fonte de 10 m de haut, avec galerie et lanterne sur une base en maçonnerie servant de local technique. La tour est totalement peinte en vert. Il émet, à une hauteur focale de 11 m, un long éclat vert de deux secondes toutes les 6 secondes. Sa portée est de 10 milles nautiques (environ 19 km) pour le feu principal et 5 milles nautiques (environ 9 km) pour le feu de veille.
Il est équipé d'une corne de brume émettant un signal de 4 secondes par période de 30 secondes audibles jusqu'à 2 milles nautiques (environ 3,7 km).

## Caractéristiques dufeu maritime
- Fréquence : 6s (G)
- Lumière : 2 secondes
- Obscurité : 4 secondes

### Lien connexe
- Liste des phares de Croatie